# Casalanzai béke
A casalanzai béke a Nápolyi Királyság és a Habsburg Birodalom közötti háborúskodást zárta le 1815. május 20-án. A megállapodás értelmében visszatérhetett trónjára IV. Ferdinánd nápolyi király.

## Előzmények
Bonaparte Napóleon 1815. március 1-jén Franciaországba érkezett elbai száműzetéséből, és hívei kíséretében Párizsba indult, hogy visszaszerezze a hatalmat. A volt császár március 20-án érte el a fővárost. Visszaérkezésének hírére ismét szervezkedni kezdtek ellenfelei, mert úgy gondolták, hogy addig nem lesz béke, amíg Bonaparte vezeti Franciaországot. Anglia, Poroszország, Oroszország, Ausztria és a kis német államok azonnal megkezdték a készülődést az elkerülhetetlen összecsapásra.
A Nápolyi Királyság uralkodója, Joachim Murat, Bonaparte sógora régóta bizonytalan helyzetben volt, ugyanis a Bourbonok, Nápoly korábbi urai visszautasították, hogy elismerjék szuverenitását. Bonaparte visszatérése azonban ösztönzően hatott a királyra, aki bizonyos volt abban, hogy az Itália északi részét uraló osztrákok ellene készülődnek. Murat úgy döntött, ő támad elsőnek. Serege 82 ezer katonából, köztük hétezer lovasból állt. Északra vonult, és több ütközetet vívott az osztrákokkal, de a panarói csata és a San Germanó-i ütközet után tarthatatlannak ítélte a helyzetét, és Korzikára szökött.

## A szerződés
A békeszerződést a Nápolyi Királyság hadseregének főparancsnoka, Michele Carrascosa nevében Pietro Colletta tábornok írta alá. Ausztriát Adam Albert von Neipperg tábornok, Angliát John Fane diplomata képviselte. A békeszerződést Capuában írták alá, a Lanza-palotában. Erről az épületről kapta a nevét, ugyanis a casa Lanza, Lanza-házat jelent. A megállapodás nagyon kedvező feltételeket kínált azoknak a nápolyiaknak, akik önként leteszik a fegyvert, és visszahelyezte trónjára IV. Ferdinánd nápolyi királyt, aki I. Ferdinánd néven az újonnan alakult Két Szicília Királysága első uralkodója lett 1825-ös haláláig.